# Fabrizio Catanese
Pour les articles homonymes, voir Catanese.
Fabrizio Catanese (né le 16 mars 1950 à Florence) est un mathématicien italien qui travaille sur la géométrie algébrique et l'analyse complexe (théorie des fonctions à plusieurs variables complexes) ainsi que sur la géométrie différentielle, la géométrie complexe et l'algèbre commutative et homologique .

## Formation et carrière
Catanese participe en 1968 en tant qu'étudiant aux Olympiades de mathématiques à Moscou et étudie à l'École normale supérieure de Pise et à l'Université de Pise. En 1972, il obtient une Licence et un mastère auprès d'Enrico Bombieri, avec une thèse intitulée Fibrati lineari analitici secondo Fischer Prill ; il est par la suite assistant et, à partir de 1976, professeur assistant à l'Université de Pise. En 1980, il devient titulaire d'une Chaire. De 1981 à 1982, il travaille à l'Institute for Advanced Study. De 1994 à 1997, il est Professeur au Centre Beniamino Segre de l'Académie des Lyncéens à Rome. De 1997 à 2001, il est professeur à l'Université de Göttingen et, à partir de 2001, il est professeur à l'Université de Bayreuth.
Il s'intéresse notamment à la géométrie des variétés algébriques et des espaces de modules de surfaces algébriques. Par exemple, il donne des bornes pour la dimension de ces espaces de modules et étudie leurs propriétés globales (singularités, nombre de composantes irréductibles et de composantes connexes). Outre la classification sur le corps des complexes, il s'intéresse également à la classification des surfaces algébriques réelles.
Avec Claude LeBrun (de), il a montré pour tout {\displaystyle k\geq 2} l'existence de variétés lisses et compactes de dimension {\displaystyle 4k} avec deux métriques d'Einstein dont les courbures scalaires sont de signes contraires, ce qui infirme une conjecture d'Arthur Besse.
De 2007 à 2012, il a été coordinateur du groupe de recherche de la DFG Classification of algebraic surfaces and compact complex manifolds.
Il a notamment été professeur invité à l'Université de Californie à San Diego, à l'École polytechnique fédérale de Zurich, à l'Université Stanford, à l'Université d'État de Floride, à l'Université du Michigan à Ann Arbor, à l'Université Columbia et au Korea Institute for Advanced Study. En outre, il a notamment été au RIMS, à Kyoto, à l'Institut Max-Planck de Bonn (dont il est membre du Comité consultatif de 2000 à 2006), au Mathematical Sciences Research Institute (MSRI), à l'Institut Isaac Newton, à l'Institut Henri-Poincaré, l'Institut Mittag-Leffler, à Hong-Kong, Amsterdam, Utrecht et au CIRM, à Barcelone. En 2001, il a été Directeur du Département de Mathématiques de l'International Centre for Theoretical Physics (ICTP) de Trieste et en 2005, il est directeur du CIRM à Trente.

## Prix et distinctions
Il est le rédacteur en chef du Journal of Algebraic Geometry.
En 1993, il a reçu le prix mathématique de l'Académie italienne des sciences ; en 1984, il est lauréat du Prix Bartolozzi, et en 1974, il reçoit le Prix de la Société mathématique italienne.
En 2013, Fabrizio Catanese a obtenu du Conseil européen de la recherche un ERC Advanced Grant pour un projet de recherche de cinq ans. En 1998, il devient membre de l'Académie des Lyncéens et en 2000, de l'Académie des sciences de Göttingen. En 2015, il entre à l'Academia Europaea.

## Vie personnelle
Il est marié à la mathématicienne Ingrid Bauer.

## Publications
- « Babbage's conjecture, contact of surfaces, symmetric determinantal varieties and applications », Inventiones Mathematicae, Tome 63, 1981, pages 433-465
- « On the Moduli Spaces of Surfaces of General Type », J. Diff. Geometry, Volume 19, 1984, pages 483-515.
- « Moduli of surfaces of general type, Algebraic geometry - open problems », Proc. Conf., Ravello (Italie), 1982, Lect. Notes Math. 997 (1983), pages 90-112
- « Automorphisms of Rational Double Points and Moduli Spaces of Surfaces of General Type », Comp. Math. 61, 1987, pages 81-102.
- avec Claude LeBrun, « On the scalar curvature of Einstein manifolds », Math. Res. Lett. 4, no 6, 1997, pages 843-854.
- avec C. Trifogli, « Focal loci of algebraic varieties. I », Commun. Algebra 28, no 12, 2000, pages 6017-6057.
- « Moduli spaces of surfaces and real structures », Annals of Mathematics, Tome 158, 2003, pages 577-592
- « Moduli of algebraic surfaces », in Theory of Moduli, Proc. CIME 1985, Lecture Notes in Mathematics, Springer Verlag, 1988, pages 1-83